# Francesco Morosini (P 431)
Il Francesco Morosini (distintivo ottico P 431) è un pattugliatore d'altura della Marina Militare italiana, seconda unità della classe navale designata come pattugliatori polivalenti d'altura (PPA).
L'unità prende il nome da Francesco Morosini, 108º doge della Repubblica di Venezia che, precedentemente, fu anche nominato quattro volte Capitano generale da Mar.

## Costruzione e carriera
In aprile 2023 la nave Francesco Morosini della Marina Militare ha intrapreso una campagna navale in Indo-Pacifico che ha visto il pattugliatore polivalente d'altura toccare 19 porti di 18 differenti nazioni. Nel corso della sua navigazione, lunga oltre 33 000 miglia nautiche, ha preso parte ad eventi internazionali nel settore della difesa marittima.
Ha inoltre condotto attività operativa in diverse aree dell'Indo-Pacifico, integrandosi nei dispositivi navali del Carrier Strike Group 5 della US Navy in Oceano Pacifico, di EMASOH-AGENOR nello stretto di Hormuz e Mare Arabico e di EUNAVFOR Atalanta in Oceano Indiano e Mar Rosso.